# Genann
 (signalé en juin 2025).
Si vous disposez d'ouvrages ou d'articles de référence ou si vous connaissez des sites web de qualité traitant du thème abordé ici, merci de compléter l'article en donnant les références utiles à sa vérifiabilité et en les liant à la section « Notes et références ».
- Archive Wikiwix
- Bing
- Cairn
- DuckDuckGo
- E. Universalis
- Gallica
- Google
- G. Books
- G. News
- G. Scholar
- Persée
- Qwant
- (zh) Baidu
- (ru) Yandex
- (wd) trouver des œuvres sur Wikidata

Genann mac Dela (gaélique moderne : Geanann), fils de Dela (Dela était un descendant de Starn, fils de Nemed), des Fir Bolg est un Ard ri Erenen mythique d'Irlande qui avec son frère Gann, succèdent à leur frère Rudraige. Son épouse est Cnucha.
Lorsque les Fir Bolg envahissent l'Irlande, les cinq fils de Dela divisent l'île entre eux. Genann accoste avec Rudraige à Tracht Rudraige (baie de Dundrum, comté de Down) et s'empare de la province du Connacht.
Lorsque leur frère Rudraige meurt, Gann et Genann deviennent conjointement Ard-ri pendant quatre ans, jusqu'à ce qu'ils meurent tous deux de la peste avec 2 000 de leurs suivants. Ils ont comme successeur leur frère Sengann.

## Sources primaires
- Lebor Gabála Érenn
- Annales des quatre maîtres
- Geoffrey Keating Foras Feasa ar Érinn

## Source
- (en) Cet article est partiellement ou en totalité issu de l’article de Wikipédia en anglais intitulé « Genann » (voir la liste des auteurs), édition du 10 avril 2012.